# Стефана Гиргинова
Стефана Цонева Гиргинова (Буря) е участничка в Съпротивителното движение по време на Втората световна война, българска партизанка.

## Биография
Стефана Гиргинова е родена на 13 декември 1917 г. в с. Лесичарка, Габровско. Бащата Цоню Петков Гиргинов от Калчевската махала е известен с прозвището „бай Цоню майстора“. По професия е строител-дърводелец. Майка ѝ е домакиня, която почива рано и оставя двете си невръстни дъщери сирачета. По-голямата дъщеря почива млада.
Завършва основно и прогимназиално образование в родното си село, а след това Практическото земеделско училище в Габрово. Постъпва на работа в трикотажната фабрика на „Братя Георгиеви“ (Габрово).
Свързва се с прогресивно настроени работници, организира стачки, разнася позиви и участва активно в стачните борби.
Участва в Съпротивителното движение по време на Втората световна война. По време на голямата блокада на Габрово на 25 февруари 1943 г. е арестувана от полицията. С хитрост и ловкост успява да избяга от ареста. Преминава в нелегалност и е партизанка в Габровско-севлиевския партизански отряд. Заради необикновената смелост, непреклонна воля и устремност другарите ѝ я наричат „Буря“.
На 5 ноември 1943 г. е убита в престрелка с полицията край с. Малкочево, Севлиевско. Погребана е край селото, което след 9 септември 1944 г. наименуват на партизанското ѝ име „Буря“. Същото име получава и фабриката, в която е работила в Габрово, ТКЗС и читалището в с. Лесичарка.